# Led Zeppelin North American Tour Spring 1969
Led Zeppelin North American Tour Spring 1969 е второто концертно турне в Северна Америка (САЩ и Канада) на английската рок група Лед Зепелин. Началната дата е 18 април 1969 г., а краят на обиколката е на 31 май.

## История
Дотогава групата набира популярност чрез съвместни концерти с утвърдени изпълнители като Julie Driscoll, Delaney & Bonnie и Three Dog Night. По време на този тур групата получава четири пъти повече за участие отколкото на първото си пътуване отвъд океана само няколко месеца по-рано. Лед Зепелин са една от първите групи без поддръжка(на някои дати) . Въпреки това, за концерта в Колумбия, Мериленд, Питър Грант се съгласява на сумата за втори изпълнител при съвместен концерт с Дъ Ху. Това е първи и последен случай, когато тези две групи свирят на една сцена.
По време на престоя в Щатите Лед Зепелин записват материал за втория си албум, смесен по-късно от Еди Крамер в A&R Студио, Ню Йорк.
Пак тогава Джими Пейдж сменя своята Fender Telecaster с познатата Gibson Les Paul и започва да използва усилватели  Marshall.

## Сетлист
- Train Kept A-Rollin'
- I Can't Quit You Baby
- As Long As I Have You
- Dazed and Confused
- You Shook Me
- How Many More Times
- Communication Breakdown
- White Summer / Black Mountain Side
- Killing Floor
- Babe I'm Gonna Leave You
- Sitting and Thinking (на 27 май)
- Pat's Delight
- Whole Lotta Love

## Концерти
| Дата             | Град          | Държава | Място                                  |
| ---------------- | ------------- | ------- | -------------------------------------- |
| 24 април 1969 г. | Сан Франциско | САЩ     | Fillmore West                          |
| 25 април 1969 г. | Сан Франциско | САЩ     | Winterland Ballroom                    |
| 26 април 1969 г. | Сан Франциско | САЩ     | Winterland Ballroom                    |
| 27 април 1969 г. | Сан Франциско | САЩ     | Fillmore West                          |
| 1 май 1969 г.    | Ървайн        | САЩ     | Crawford Hall – UC Irvine              |
| 2 май 1969 г.    | Пасадена      | САЩ     | Rose Palace                            |
| 3 май 1969 г.    | Пасадена      | САЩ     | Rose Palace                            |
| 4 май 1969 г.    | Санта Моника  | САЩ     | Santa Monica Civic Center              |
| 5 май 1969 г.    | Санта Моника  | САЩ     | Santa Monica Civic Center              |
| 9 май 1969 г.    | Едмънтън      | Канада  | Edmonton Gardens                       |
| 10 май 1969 г.   | Ванкувър      | Канада  | Pacific Coliseum                       |
| 11 май 1969 г.   | Сиатъл        | САЩ     | Green Lake Aqua Theater                |
| 13 май 1969 г.   | Хонолулу      | САЩ     | Civic Auditorium                       |
| 16 май 1969 г.   | Детройт       | САЩ     | Grande Ballroom – 2 шоута              |
| 17 май 1969 г.   | Атина         | САЩ     | Convocation Center                     |
| 18 май 1969 г.   | Минеаполис    | САЩ     | Guthrie Theater                        |
| 23 май 1969 г.   | Сан Хосе      | САЩ     | Northern California Folk-Rock Festival |
| 24 май 1969 г.   | Чикаго        | САЩ     | Kinetic Playground                     |
| 25 май 1969 г.   | Колумбия      | САЩ     | Merriweather Post Pavilion             |
| 27 май 1969 г.   | Бостън        | САЩ     | Boston Tea Party                       |
| 28 май 1969 г.   | Бостън        | САЩ     | Boston Tea Party                       |
| 29 май 1969 г.   | Бостън        | САЩ     | Boston Tea Party                       |
| 30 май 1969 г.   | Ню Йорк       | САЩ     | Fillmore East                          |
| 31 май 1969 г.   | Ню Йорк       | САЩ     | Fillmore East                          |